# Cmentarz żydowski w Bydgoszczy-Fordonie

## Historia
Żydzi mieszkali w Fordonie już co najmniej od XVI w. i zapewne już wówczas funkcjonował ich odrębny cmentarz. Wizytacja kościelna z 1781 r. określa, że posiadali go od niepamiętnych czasów.
Cmentarz umiejscowiony był na polu należącym do miasta, w odległości 600 kroków od kościoła parafialnego św. Mikołaja. Na cmentarzu tym grzebano również Żydów mieszkających w Bydgoszczy, należących wówczas do kahału fordońskiego. Żydzi bydgoscy zakupili w 1816 r. grunt na założenie swojego cmentarza, który funkcje grzebalne pełnił od 1819 r.
Na cmentarzu fordońskim funkcjonującym bardzo długo znajdowało się wiele nagrobków w kształcie ustawionych pionowo płyt (macewy) z napisami przeważnie hebrajskimi oraz charakterystyczną symboliką. Na grobach Cohenów (wywodzących się z rodu kapłańskiego Aarona) rzeźbiono ręce podniesione do błogosławieństwa. Na macewach lewitów, którzy w świątyni pomagali przy składaniu ofiar, przedstawiano dzban i misę służące do obmywania rąk kapłanom przed błogosławieństwem. Księgi będące wyrazem wykształcenia i mądrości umieszczano na nagrobkach rabinów i uczonych. Poza tym macewy ozdabiano świecznikami, koronami, gwiazdą Dawida, zwierzętarni (lew, wilk, jeleń, orzeł, gołąb, wąż), winogronami, palmami i innymi symbolami.
W pierwszych miesiącach okupacji (wrzesień – grudzień 1939 r.) Niemcy wywieźli macewy z cmentarza i użyli do umocnienia skarp nad Wisłą. Niewielkie fragmenty nagrobków żydowskich uchronił przed zniszczeniem jeden z mieszkańców Fordonu (ul Targowisko). Kilkadziesiąt nagrobków zostało użytych jako płyty na podjazdach czy ścieżkach wokół domów, zarówno w Fordonie, jak i okolicznych wsiach, np. w Dąbrowie Chełmińskiej.
W 2015 resztki macew z terenu Fordonu i Bydgoszczy zostały przekazane Stowarzyszeniu Miłośników Starego Fordonu jako część przyszłej ekspozycji muzealnej „Fordon - Miasto trzech kultur”. W 2018 roku przy synagodze ma z nich powstać ściana pamięci. Przewiduje się także, że w uratowanym przed wyburzeniem spichlerzu przy Rynku powstanie izba pamięci o Starym Fordonie, w którym łączyły się elementy kultury ewangelickiej, chrześcijańskiej i żydowskiej, a jesienią 2017 nastąpi odsłonięcie lapidarium upamiętniającego nieistniejący cmentarz ewangelicki w Fordonie.